# Diervillaceae
Classification APG II (2003)
Famille
Classification APG III (2009)
La famille des Diervillacées est une petite famille de plantes dicotylédones introduite par la classification phylogénétique qui comprend 16 espèces en 2 genres.
Ce sont des arbustes, à feuilles opposées, originaires d'Asie et du sud-est des États-Unis.

## Étymologie
Le nom vient du genre Diervilla qui fut créé par Tournefort en l'honneur de Dière de Dièreville, chirurgien et écrivain français en Acadie. Il eut des activités de botaniste dans ce pays et c'est dans ce cadre, qu'il introduisit notamment cette plante en Europe vers 1700. Il reste 25 spécimens des feuilles d'herbier qu'il constitua au Muséum national d'histoire naturelle de Paris.

## Classification
La classification classique de Cronquist (1981) inclut ces deux genres dans la famille des Caprifoliacées.
La classification phylogénétique APG II (2003) suggère, optionnellement, d'inclure cette famille dans celle des Caprifoliacées sensu lato avec toutes les familles de l'ordre des Dipsacales, sauf les Adoxacées. Cette proposition ne fait cependant pas consensus dans la communauté scientifique et les familles individuelles sont encore largement reconnues.
En classification phylogénétique APG III (2009) cette famille est invalide et ses genres sont incorporés dans la famille Caprifoliaceae.

## Liste des genres
Selon Angiosperm Phylogeny Website (16 avr. 2010) :
- Diervilla
- Weigela